# Верхнее Ишкарты
Верхнее Ишкарты (кум. Уллу Иш-Къартыкъ) — село в Буйнакском районе Дагестана. Вместе с селом Нижнее Ишкарты составляет сельсовет «Ишкартинский».

## Географическое положение
Расположено в 14 км к северо-западу от города Буйнакск.

## Население
| 1869 | 1888 | 1895 | 1908 | 1926 | 1939 | 1970 |
| ---- | ---- | ---- | ---- | ---- | ---- | ---- |
| 74   | ↘27  | ↗224 | ↘69  | ↗180 | ↗296 | ↗361 |
| 1989 | 2002 | 2010 | 2021 |      |      |      |
| ↗533 | ↘299 | ↗378 | ↗468 |      |      |      |

Национальный состав
По данным Всероссийской переписи населения 2010 года 100 % населения села составляли кумыки.
Национальный состав
По данным Всероссийской переписи населения 2021 года:
| №        | Национальность | Численность, чел. | Доля    |
| -------- | -------------- | ----------------- | ------- |
| 1        | кумыки         | 444               | 94,87 % |
| 1.000001 | не указавшие   | 0                 | 0 %     |
| 1.000002 | прочие         | 24                | 5,12 %  |
| 1.000003 | всего          | 468               | 100 %   |

## История
На месте населённых пунктов Верхнее Ишкарты и Нижнее Ишкарты не позднее XVI века фиксируется крупное археологическое поселение. Турецкий путешественник Эвлия Челеби упоминает город Эшкал в Кумыкии, который ученые соотносят с Ишкарты. По преданиям жителей сел, они являются выходцами из старинного села Мадигин. Входило в состав Эрпелинского карачибекства. Жители Ишкарты принимали участие в Кавказской войне, в частности, в сражении при Эрпели 1823 года.
Село возникло в 1846 году в связи со строительством русского военного укрепления, в период Кавказской войны, на месте разрушенного аула. Первоначально это была штаб-квартира 4-го батальона Апшеронского 81-го пехотного полка, а затем Дагестанского 82-го пехотного полка. По окончании боевых действий часть отставных солдат стала селиться вокруг бывшей штаб-квартиры. В 1867 году населённый пункт получает статус слободы. С конца XIX века в слободе начинают селиться переселенцы из центральных губерний империи — русские и украинцы. Населённый пункт теряет статус слободы и получает новое наименование переселенческий посёлок Алексеевский, а позже село Алексеевское. Так же рядом с селом переселенцами был основан хутор Чап-Чак.